# ¿Prorok??
¿Prorok?? je román Martina Petišky, který napsal pod svým pseudonymem Eduard P. Martin. První vydání vydala Arista v roce 2001, je opatřené obálkou s motivem koláže Krista od Jiřího Koláře.
Jedná se o dílo značně kontroverzní. Ústředním motivem knihy je úspěšný pokus o naklonování Ježíše Krista, který tak „vstane z mrtvých“. Vzhledem k tomu, že církev klonování zakazuje, může se zdát zarážející fakt, že Petiškovi napsal do knihy doslov jezuitský kardinál Tomáš Špidlík.
Prorok se ale zabývá etickým rozměrem lidského bytí (odpovědnost za vlastní život i životy bližních, nenahraditelnost lásky, domova, víry, soucítění), proto je akceptovatelný i církevními kruhy.